# Berbere

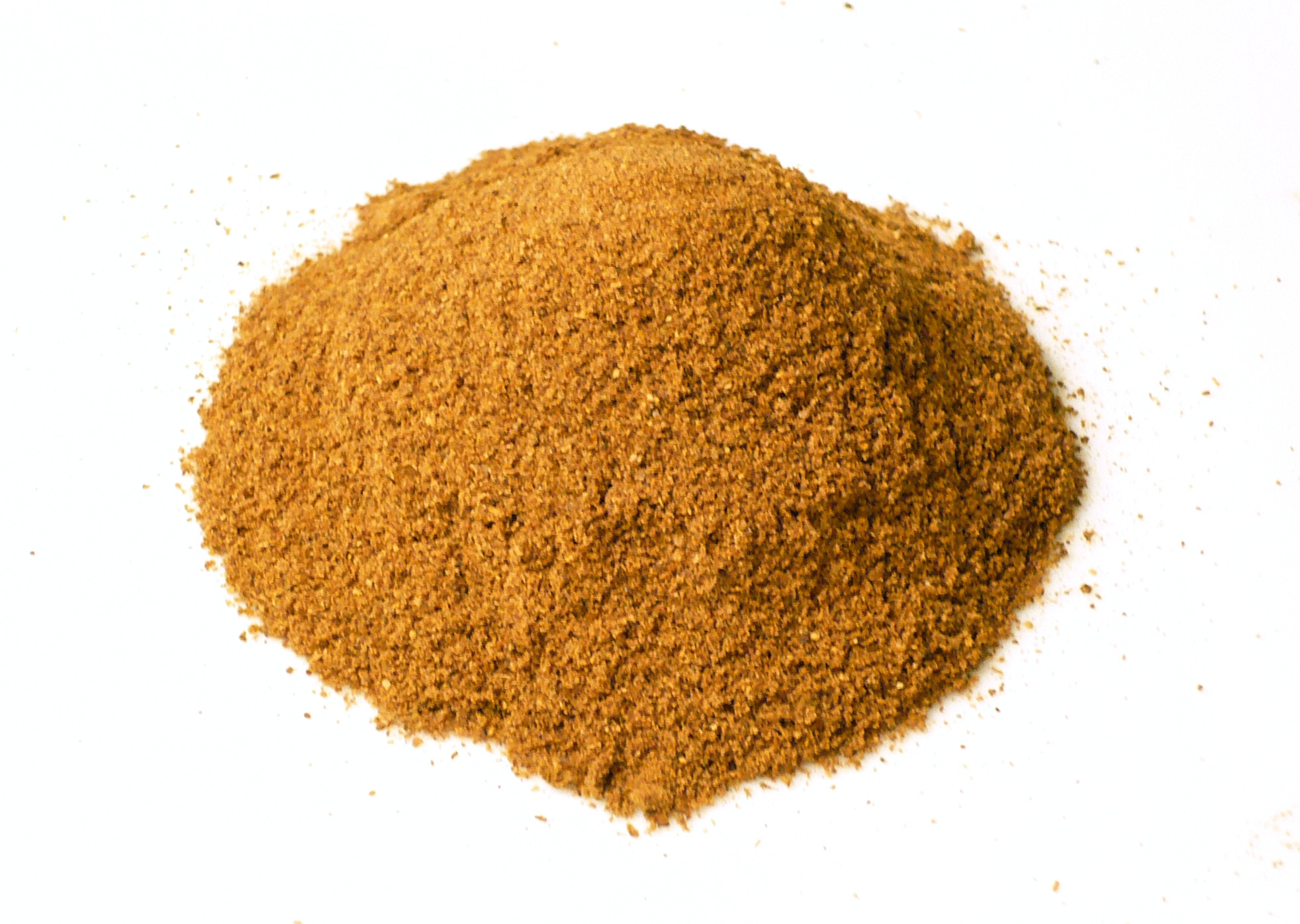
Berberemischung

Berbere (amharisch በርበሬ bärbärre, Tigrinya በርበረ bärbärä) ist eine scharfe Gewürzmischung, die in der äthiopischen und eritreischen Küche beheimatet ist und dort eine wichtige Rolle spielt, beispielsweise für die Gerichte Doro Wot, Shiro Wot und Siga Wot.
Die Zubereitung der Mischung unterliegt keinem einheitlichen Rezept, wesentliche Bestandteile sind aber Chilipfeffer, Ingwer, Zimt, Knoblauch, Gewürznelke, Koriandersaat, Piment, Ajowan sowie die getrockneten Früchte der Weinraute. Daneben finden sich auch außerhalb Äthiopiens und Eritreas kaum bekannte Zutaten, etwa die Früchte des Stangenpfeffers.